# 豫章書院 (福建)
豫章书院，又称罗氏家庙，位于中国福建省宁化县翠江镇小河边，始建于明永乐年间，几经修葺。清乾隆年间重建牌楼式门楼。正厅，硬山顶，穿斗式木构架，面阔三间，明间减柱造，梁柱粗大。八角形海棠纹石础、鼓形石质等多为明代遗物。是研究闽西客家宗族办学的实物资料。尚存多方重修碑。2005年5月11日公布为第六批福建省文物保护单位。